# Menachem Mendel Hager
Menachem Mendel Hager (n. 1885, Bedeu, Raionul Teceu⁠(d), Transcarpatia, Ucraina – d. 12 ianuarie 1941, Cluj, Regatul Ungariei) a fost un important rabin român din perioada interbelică, originar din Maramureș. Unul din cei 4 fii ai rabinului Vizhnitz Yisroel Hager, acesta a fost liderul comunității hasidice din Vișeu de Sus. 